# باميلا هانسون
باميلا هانسون (بالإنجليزية: Pamela Hanson)‏ هي مصورة بريطانية، ولدت في 1954 في لندن في المملكة المتحدة.

## وصلات خارجية
- الموقع الرسمي